# 31 janvier 2010
Le dimanche 31 janvier 2010 est le 31e jour de l'année 2010.

## Décès
- Albert Labarre (né le 16 octobre 1927), historien
- André Reboullet (né le 22 novembre 1916), enseignant-chercheur français
- Giulio Petroni (né le 21 septembre 1917), cinéaste italien
- Kage Baker (née le 10 juin 1952), écrivaine américaine
- Patricia Gage (née le 3 mars 1940), actrice britannique
- Pierre Vaneck (né le 15 avril 1931), acteur français d'origine belge
- Tomás Eloy Martínez (né le 16 juillet 1934), écrivain, journaliste et professeur argentin
- Viktor Kaisiepo (né le 14 septembre 1948), défenseur des droits des peuples de Nouvelle-Guinée occidentale

## Événements
- Nigeria : le Mouvement pour l'émancipation du delta du Niger annonce la fin de son cessez-le-feu unilatéral.
- 52e cérémonie des Grammy Awards
- Fin du championnat d'Europe de handball masculin 2010 : la France remporte le titre face à la Croatie sur un score de 25-21.
- Finale de la Coupe d'Afrique des nations
- Sortie des singles Hollywood (Marina and the Diamonds) et  Need You Now (Lady Antebellum)
- Fin de l'Open d'Australie 2010